# Камзин, Канаш
Канаш Камзин (каз. Қанаш Қамзин; 29 ноября 1919, Павлодарская область — 14 апреля 1944, Молдавия) — лейтенант РККА, Герой Советского Союза.

## Биография
Родился 29 ноября 1919 года в селе Жолкудук Ермаковского района (ныне Аксуского района Павлодарской области). В 1931—1934 года учился в казахской школе-коммуне города Павлодара. В 1941 году окончил Алма-Атинский педагогический институт, в 1943 — ускоренный курс Сталинградского пехотного училища. В июле 1941 года призван Алма-Атинским горвоенкоматом. С ноября 1943 года на фронте. Командир роты 429-го стрелкового полка 52-й стрелковой дивизии, 57-й армии, 3-го Украинского фронта. Лейтенант Камзин в ночь на 13 апреля 1944 года с ротой в числе первых форсировал реку Днестр в районе села Бычок (Григориопольский район Молдавской ССР). Захватив плацдарм, рота сумела прорвать укреплённую оборону противника и овладеть господствующей над переправой высотой, которую удерживала до подхода основных сил батальона. В одной из рукопашных схваток с врагом Канаш Камзин погиб.
Звезду Героя он получил за форсирование Днестра и захват плацдарма. Согласно наградному листу:
За то, что первым со своей ротой переправился на правый берег, за то, что захватил господствующую высоту и удержал её до подхода основных сил, за непосредственное участие в захвате и расширении плацдарма, за уничтожение 20 унтер-офицеров и офицеров противника достоин присвоения звания Героя Советского Союза.
Командир 429-го стрелкового полка Азатьян

15 апреля 1944 года
Когда представление на Героя СССР подписывал командир дивизии, полковник Л. M. Миляев, Камзин ещё командовал ротой и отбивал очередную фашистскую атаку недалеко от Гура-Быкулуй.
Звание Героя Советского Союза «за образцовое выполнение заданий командования и проявленные при этом мужество и героизм» лейтенанту Камзину было присвоено Указом Президиума Верховного Совета СССР от 13 сентября 1944 года.

## Увековечение памяти
- Канаш Камзин похоронен со своими солдатами в селе Гура-Быкулуй, где его именем названа центральная улица. Там же на здании лицея установлена мемориальная доска, открытая в честь памяти Героя в день 63-й годовщины победы над фашистскими захватчиками.
- Именем Канаша Камзина названы улицы в Павлодаре, Аксу и Жолкудуке, средняя школа в родном селе, здесь же установлен его бюст.
- Бюст Героя установлен и в Павлодаре на одноимённой улице (1979) и площади Победы (1985), на здании школы установлена мемориальная доска (1964).

Памятник Канашу Камзину на Аллее Славы в Павлодаре (Казахстан)

- 9 мая 2011 года в городе Аксу Павлодарской области был открыт бюст Канаша Камзина.

## Награды
- Звание Героя Советского Союза (1944, посмертно) с вручением медали «Золотая звезда» и ордена Ленина.